# Mémoires touchant l'établissement d'une mission chrestienne dans le Troisième Monde
Les Mémoires touchant l'établissement d'une mission chrestienne dans le Troisième Monde sont des mémoires de Jean Paulmier de Courtonne parus en 1663. Ils présentent la fiction du récit de voyage du capitaine Binot Paulmier de Gonneville, lequel a ramené et adopté en France Essomericq, un autochtone tupi, dans un sens favorable à l'existence de Terres Australes non découvertes au sud-est du cap de Bonne-Espérance. La théorie aura une influence durable sur la représentation de ce continent inconnu dans la pensée française, inspirant au moins trois utopies, celles de Gabriel de Foigny, Denis Vairasse et Simon Tyssot de Patot, ainsi qu'un certain nombre d'expéditions bien réelles, comme celle de Jean-Baptiste Charles Bouvet de Lozier au XVIIIe siècle.